# Ljubica Obrenović
Ljubica Obrenović zd. Vukomanović (ur. we wrześniu 1785 w Srezojevcach, zm. 26 maja 1843 w Wiedniu lub w Nowym Sadzie) – serbska księżna-małżonka w latach 1817-1839, żona księcia Miłosza I Obrenovicia. 

## Życiorys
Pochodziła ze starej i szanowanej serbskiej rodziny Vukomanoviciów. Dzieciństwo i wczesną młodość spędziła w rodzinnej wsi, pomagając matce w obowiązkach domowych.  Nie odebrała żadnego wykształcenia. W wieku dwudziestu lat została wydana za mąż za Miłosza Obrenovicia. Starszymi (świadkami) podczas ślubu byli Jerzy Czarny i jego małżonka Helena. Księżnę Ljubicę opisywano jako piękną i pracowitą kobietę średniego wzrostu, dobrą i rozsądną, pobożną, zaangażowaną w dobroczynność, wspierającą sieroty. Podczas pierwszego i drugiego powstania serbskiego nosiła broń. Obok swojego męża była najbardziej rozpoznawalną i najbardziej popularną postacią w serbskim życiu publicznym. Wspierała męża w jego działalności politycznej. Po klęsce pierwszego powstania serbskiego przeciwko Turkom przekonała go, by nie uciekać z Serbii do Niemiec lub Czarnogóry. 
Pierwsze lata małżeństwa przeżyła razem z mężem w Brusnicy, zajmując się domem i gospodarstwem. W 1817 jej mąż został księciem Serbii. Miłosz razem z małżonką przeniósł się do pałacu w Crnucy, następnie kolejno do Kragujevca, Požarevca i Belgradu. Na serbskim dworze obowiązywały proste zwyczaje i stroje oraz serbska kuchnia. Księżna zwracała się do księcia na "wy" oraz "panie", osobiście opiekowała się nim w chorobie. Księżna zachęcała również męża, by wspierał prace Vuka Karadžicia.
Małżeństwo Miłosza i Ljubicy okazało się nieszczęśliwe. Książę wielokrotnie zdradzał żonę. W 1819 ciężarna księżna zabiła jedną z jego kochanek, za co mąż zamierzał skazać ją na śmierć. Egzekucja została przełożona, gdyż Ljubica spodziewała się dziecka, a następnie odwołana, gdy urodził się następca tronu, Milan. W 1839 Miłosz Obrenović zrzekł się tronu na rzecz syna Milana, który jednak zmarł 26 dni po wstąpieniu na tron. Po tym wydarzeniu Ljubica Obrenović do końca życia chodziła w żałobie. 
W kolejnych latach Miłosz nadal zdradzał żonę, miał jedenaścioro nieślubnych dzieci. Rozżalona Ljubica mieszkała w osobnym pałacu w Belgradzie, a w 1842 przyczyniła się do usunięcia męża z tronu. Zmuszona do wyjazdu z Serbii, osiadła w Austrii. Tam też zmarła i została pochowana w monasterze Krušedol na Fruškiej Górze. 

## Rodzina
Ljubica i Miłosz Obrenović mieli ośmioro dzieci, z których czworo zmarło w dzieciństwie. Byli to:
- Petrija (1808-1870), wyszła za mąż za Todora Bajicia de Varadiję,
- Elżbieta zwana Savką (1814-1848), wyszła za mąż za Jovana Nikolicia,
- Gabriel, zmarł w dzieciństwie,
- Maria, zmarła w dzieciństwie,
- Teodor, zmarł w dzieciństwie,
- Milan (1819-1839), w 1839 książę Serbii, zmarł jako kawaler, bezdzietny,
- Michał (1823-1868), książę Serbii w latach 1839-1842 i 1860-1868, żonaty z Julią Hunyady von Kéthely[1]